# 鄭仲礼
鄭 仲礼（鄭仲禮、てい ちゅうれい、生年不詳 - 545年）は、東魏の人物。本貫は滎陽郡開封県。

## 経歴
北魏の鴻臚の鄭厳祖（鄭道昭の子）の庶子として生まれた。姉の鄭大車が高歓にとついだため、帳内都督に抜擢された。高歓の弓や刀を持って、随従として出入りした。任冑・爾朱文暢・李世林・房子遠らとつきあい、反乱計画を謀議した。545年（武定3年）、正月15日の夜に竹簇を打つ遊びがおこなわれるさい、当てることのできた者に高歓から賞品が手渡されることとなっており、仲礼は刀を袴中に隠して、殺害を決行する手筈であった。任冑の家客の薛季孝が高歓にその計画を密告したため、仲礼は逮捕されて処刑された。婁昭君の取りなしにより、罪は仲礼の一身に及ぶのみで、鄭氏の一族に及ばなかった。

## 伝記資料
- 『北斉書』巻48 列伝第40
- 『北史』巻35 列伝第23